# Villanueva de las Torres
Villanueva de las Torres er en by og kommune i det sydøstlige Spanien i provinsen Granada. Den har et indbyggertal på 519 (2024) indbyggere.